# 第27集団軍
第27集団軍（第27集团军）とは、中国人民解放軍陸軍の軍級部隊。甲類集団軍。北京軍区に所属する。全軍の戦略予備部隊。

## 歴史
第27集団軍の前身は、日中戦争時代の八路軍膠東軍区部隊である。
対日戦勝後、膠東軍区主力は東北部に進軍した。1947年1月、配下の第5師、第6師、警備第3旅から華東野戦軍第9縦隊が編成され、許世友将軍が司令に任命された。第9縦隊は、孟良崮戦役で戦果を上げ、特に国民党の精鋭部隊第74師を撃滅した。
朝鮮戦争勃発後、第27軍は、第9兵団の編成下で作戦に参加した。当時の軍長は彭徳清、政治委員は劉浩天で、第79師、第80師、第81師、第94師の4個師団から成った。
1980年代末、第27軍は集団軍に改編され甲類集団軍となり、全軍の戦略予備部隊に指定された。第27軍の将兵は、国慶50周年の閲兵式に参加した。

## 編制
軍部（司令部）は、河北省石家荘にあるとされている。
- 第188機械化歩兵旅団（山西省忻州） - 元第63軍
- 第235機械化歩兵旅団（河北省邢台辛集） - 旧第79師
- 第80自動化歩兵旅団（河北省鹿泉）
- 第82自動化歩兵旅団（山西省大同）
- 装甲旅団（山西省大同） - 元第63軍装甲旅団
- 砲兵旅団（山西省大同） - 元第63軍砲兵旅団
- 防空旅団（51411部隊）（河北省石家荘）
- 通信連隊（河北省石家荘）
- 工兵連隊（河北省石家荘元氏）
- 司衛訓大隊 （山西省大同）
- 教導大隊（河北省鹿泉）

## 歴代軍長
| 職名 | 氏名   | 階級 | 在任期間 | 出身校 | 前職 |
| ---- | ------ | ---- | -------- | ------ | ---- |
| 軍長 | 彭徳清 |      |          |        |      |
| 軍長 | 秦衛江 | 少将 |          |        |      |

| 職名     | 氏名   | 階級 | 在任期間 | 出身校 | 前職 |
| -------- | ------ | ---- | -------- | ------ | ---- |
| 政治委員 | 劉浩天 |      |          |        |      |
| 政治委員 | 程童一 | 少将 |          |        |      |

## 六四天安門事件
2014年6月に機密解除された米国政府による六四天安門事件に関する文書によると、この武力弾圧が多くの死者を出すことを意図した残虐なものであり、楊尚昆の甥が指揮した河北省石家荘から招集された第27集団軍に属する非北京語話者の兵士たちは、「人々の集まりに遭遇すると、それが誰であろうとも笑いながら無差別に発砲していた」と示されている。